# Qingtian
Qingtian (chinesisch 青田县, Pinyin Qīngtián Xiàn) ist ein Kreis der bezirksfreien Stadt Lishui in der südchinesischen Provinz Zhejiang. Die Fläche beträgt 2.477 Quadratkilometer und die Einwohnerzahl des Kreises beträgt 509.053 (Stand: Zensus 2020). Ende des Jahres 2017 hatte Qingtian eine registrierte Bevölkerung von 558.848 Einwohnern. Die Menschen in Qingtian sprechen einen Qingtian-Dialekt. 

## Geographische Lage
Der Kreis Qingtian befindet sich im Südosten der Provinz Zhejiang etwa 100 km westlich der Stadt Wenzhou. Er grenzt im Osten an Yongjia und Ouhai, im Süden an Rui’an und Wencheng, im Westen an Jingning und Lishui und im Norden an Jinyun. Qingtian ist am Flusslauf beiderseits des Ou Jiang gelegen und von bewaldeten Bergen umgeben. Das Klima ist subtropisch mit einer Jahresdurchschnittstemperatur in den Siedlungsgebieten von 18,3 °C. Oberhalb von 800 Metern herrschen Jahresdurchschnittstemperaturen von weniger als 14 °C. Es gibt pro Jahr 279 frostfreie Tage.

## Bevölkerung
Zu Ende des Jahres 2017 hatte Qingtian eine registrierte Bevölkerung von 558.848 Einwohnern, wovon 146.845 Personen auf die urbane Bevölkerung entfielen. Es lebten 289.423 Männer und 269.425 Frauen in Qingtian, wodurch sich ein Geschlechterverhältnis von 107,4:100 ergibt. Im Jahre 2017 gab es 9369 Geburten und 5214 Todesfälle.

## Administrative Gliederung
Qingtian setzt sich auf Gemeindeebene aus drei Straßenvierteln, neun Großgemeinden und 20 Gemeinden zusammen. Diese sind:
- Straßenviertel Hecheng (鹤城街道), Ounan (瓯南街道), Youzhu (油竹街道)
- Großgemeinden Wenxi (温溪镇), Dongyuan (东源镇), Gaohu (高湖镇), Chuanliao (船寮镇), Haikou (海口镇), Lakou (腊口镇), Beishan (北山镇), Shankou (山口镇), Renzhuang (仁庄镇)
- Gemeinden Wanshan (万山乡), Huangyang (黄垟乡), Jizhai (季宅乡), Gaoshi (高市乡), Haixi (海溪乡), Zhangcun (章村乡), Zhenwang (祯旺乡), Zhenbu (祯埠乡), Shuqiao (舒桥乡), Jupu (巨浦乡), Wanfu (万阜乡), Fangshan (方山乡), Tangyang (汤垟乡), Gui'ao (贵岙乡), Xiaozhoushan (小舟山乡), Wukeng (吴坑乡), Rengong (仁宫乡), Zhangdan (章旦乡), Fushan (阜山乡), Shixi (石溪乡).[2]

Auf Dorfebene bestehen obengenannte Verwaltungseinheiten aus 414 Dörfern und Einwohnergemeinschaften. Der Sitz der Regierung von Qingtian befindet sich im Straßenviertel Hecheng, das sich in nur 50 Kilometern Entfernung von Wenzhou, in 70 Kilometern Entfernung von Lishui, und in 350 Kilometern Entfernung von Hangzhou befindet.

## Verkehr
Durch das Kreisgebiet von Qingtian führen die Nationalstraße 330, die Schnellfahrstrecke Jinhua–Wenzhou und die Autobahn Jinhua–Wenzhou. Der nächstgelegene Flughafen ist der Internationale Flughafen Wenzhou Longwan, der von Qingtians urbanem Zentrum innerhalb von einer Stunde erreicht werden kann.

## Lokale Besonderheiten
Im Kreis, in dem der Qingtian-Dialekt gesprochen wird, genießt die lokale Steinschnitzkunst einen jahrhundertealten Ruf, der selbst den chinesischen Kaisern bekannt war, da ein Teil des Drachenthrones in der verbotenen Stadt mit solchen Steinschnitzereien verziert ist.
Qingtian ist einer der Orte der Küstenprovinzen mit einer besonders starken Emigration. Es wird geschätzt, dass 30 bis 80 % der Bevölkerung nach Übersee ausgewandert ist. Wie für diese Auswanderorte typisch, konzentrieren sich die Emigranten durch Empfehlungen im Ausland an bestimmten Orten. Im Falle von Qingtian sind dies neben Österreich und Deutschland u. a. Spanien (ca. 45.000 Personen aus Qingtian, konzentriert in Barcelona und Madrid), 80 % der Chinesen die in Spanien leben kommen aus Qingtian.